# Nikulino (rejon krasninski)
Nikulino (ros. Никулино) – wieś (ros. деревня, trb. dieriewnia) w zachodniej Rosji, w osiedlu wiejskim Mierlinskoje rejonu krasninskiego w obwodzie smoleńskim.

## Geografia
Miejscowość położona jest w dorzeczu Wstiesny, 0,7 km od drogi federalnej R135 (Smoleńsk – Krasnyj – Gusino), 2 km od centrum administracyjnego osiedla wiejskiego (Mierlino), 8,5 km od centrum administracyjnego rejonu (Krasnyj), 37,5 km od Smoleńska, 18,5 km od najbliższej stacji kolejowej (Gusino).
W granicach miejscowości znajdują się ulice: Cwietocznaja, Dacznaja, Ługowaja, Majskaja, Sadowaja, Zielonaja.

## Demografia
W 2010 r. miejscowość liczyła 69 mieszkańców.